# キャプテン・スーパーマーケット
『キャプテン・スーパーマーケット』（原題：Army of Darkness）は、1993年のアメリカ合衆国のアクション/SF/ホラー/コメディ/ファンタジー映画。型式的には『死霊のはらわたII』の続編であるが、そのラストとは異なる状況でストーリーが開始するため、直接はつながらない。DVDなどでは『死霊のはらわたIII/キャプテン・スーパーマーケット』という邦題を使う場合もある。
前2作がホラー映画の体裁を取っていたのに対して、本作は中世イングランドにタイムスリップした主人公アッシュが自ら招いてしまった死霊軍団と戦う、史劇ヒーローアクションパロディ映画となっている。なお、劇場公開版とディレクターズ・カット版ではエンディングが異なる。

## ストーリー
死霊との戦いの末、中世にタイムスリップしたスーパー「Sマート」の店員アッシュ（ブルース・キャンベル）は、アーサー王（マーカス・ギルバート）に敵ヘンリー王の一味と間違われ、チェーンソーを奪われ、死霊の巣食う穴倉に投げ込まれる。しかしアッシュを異世界からの勇者と看破した賢者（イアン・アバークロンビー）がチェーンソーを穴に投げ入れ、アッシュは死霊を撃退し生還する。アッシュはその場にいたヘンリー王（リチャード・グローヴ）を解放し、アーサー王を殴り倒すが、人々から英雄として迎えられる。
元の時代に戻る為には『死者の書』が必要だと賢者から教えられたアッシュは、ヘンリー王との戦いで兄を亡くしたという街娘シーラ（エンベス・デイヴィッツ）と一夜のロマンスもそこそこに、死者の本があるという死霊の巣食う墓地へ向けて旅立つ。途中森の中で死霊に襲われ、逃げ込んだ風車小屋の中でアッシュそっくりの姿をした小人の悪霊の一団と戦うが、悪霊に体内へ入り込まれ、自分の分身として分裂してしまう。分身をライフルで倒したアッシュはチェーンソーでその体を解体し、怨み口を叩く分身の生首を無視してそのまま埋葬する。
本の元へ辿り着いたアッシュだが、本を取る際に必要な呪文を忘れてしまい、適当に誤魔化した為に死霊の軍団が復活してしまう。本を持って死霊達からアーサー王の元へ逃げ帰るアッシュ。しかし死霊の軍団は本を取り戻す為アーサー王の城へ迫っていた。アッシュは元の時代に戻る自分には関係ないと無関係を決めこみ、人々から憤慨されるが、飛来した翼を持つ悪魔にシーラがさらわれ、一転死霊軍団と戦う決意をする。
そのころ死霊軍団の王として復活した分身アッシュが、シーラを死霊化して后にし城へ攻め入ろうとしていた。アッシュはアーサー王にヘンリー王へ救援の使者を出すよう要請し死霊軍団を迎え撃つ。城壁からの爆発矢や火炎投石で当初は死霊軍団を圧倒するアッシュたちだったが、城門を破壊され城内へ死霊たちが侵入してしまう。アッシュはこれを一緒にタイムスリップしていた愛車を改造した蒸気式戦闘車両で迎え撃つが、そこに現れたシーラをとっさによけようとして車は大破してしまう。
襲い掛かってきたシーラを城壁から投げ落としたアッシュ。分身アッシュとの格闘の末、死者の書を奪われてしまう。しかしそこにヘンリー王の援軍が到着。その隙を突いて死者の書を奪い返したアッシュは、火炎投石器で分身アッシュを打ち上げて粉砕する。死者の軍団を打ち倒し、正気に返ったシーラと共に歓喜に包まれる両軍はお互い協力して国の再建を誓い合うのだった。
アッシュは賢者に死者の本に載っていた元の時代に戻れるという薬を調合してもらい、シーラに別れを告げる、のだが…
劇場公開版エンディング
薬は飲んだ後呪文を唱えることで元の時代に戻れる物でありそれにより無事に元の世界に戻ったアッシュ。元の時代に戻ったアッシュは、ただのSマーケットの店員として働いており、自身の死霊に関する自慢話をしていた。もちろん冗談だと思われていたが。
しかし、また呪文を間違えたのか死霊が現代にも現れ、アッシュや女性客に襲いかかる。吹っ飛ばされたアッシュだが、持ち前の死霊に関する知識や技術を使い、死霊を冷静に銃で倒し、女性客とハグをした。
ディレクターズカット
アッシュの貰った薬は1滴で1世紀眠れるというものであり、7滴飲んで元の世界に戻ろうとする。
アッシュが目覚め、蜘蛛の巣を払い除けて外に出るとそこには倒壊したビルやゴミが並んでいた。
アッシュは間違えて薬を8滴飲んでしまっていたのだ。

## キャスト
| 役名                      | 俳優                         | 日本語吹替                                                                                       |
| ------------------------- | ---------------------------- | ------------------------------------------------------------------------------------------------ |
| アッシュ/悪の分身アッシュ | ブルース・キャンベル         | 田中秀幸                                                                                         |
| シーラ                    | エンベス・デイヴィッツ       | 水谷優子                                                                                         |
| アーサー王                | マーカス・ギルバート         | 菅生隆之                                                                                         |
| 賢者                      | イアン・アバークロンビー     | 村松康雄                                                                                         |
| ヘンリー王                | リチャード・グローヴ         | 阪脩                                                                                             |
| リンダ                    | ブリジット・フォンダ         | 佐藤しのぶ                                                                                       |
| 取り憑かれた老婆          | パトリシア・トールマン       | 竹口安芸子                                                                                       |
| Sマートの店員/臆病な戦士  | テッド・ライミ               |                                                                                                  |
| Sマートの店員             | アンジェラ・フェザーストーン |                                                                                                  |
| その他                    |                              | 伊井篤史 喜多川拓郎 相沢正輝 田中正彦 高宮俊介 宮本充 小野健一 山口健 叶木翔子 長島雄一 種田文子 |
|                           |                              |                                                                                                  |
| 演出                      |                              | 田島荘三                                                                                         |
| 翻訳                      |                              | 永松真理                                                                                         |
| 調整                      |                              | 兼子芳博                                                                                         |
| 担当                      |                              | 吉富孝明 仲田美歩                                                                                |
| 制作                      |                              | ニュージャパンフィルム                                                                           |

- 吹替版の初出は東和ビデオより発売のVHS『キャプテン・スーパーマーケット 死霊のはらわた3 劇場公開バージョン』、『キャプテン・スーパーマーケット 死霊のはらわた3 サム・ライミヴァージョン』別エンディング版の二種類が同時発売された。
- ディレクターズ・カット（サム・ライミヴァージョン）版は7分の追加シーン、再編集されている為、字幕に切り替わる。
- 2019年8月7日発売のBDは劇場公開版及びディレクターズ・カット版が同時収録。

## コミック
コミカライズおよび続編コミックがダークホースコミックスより出版されている。『Army of Darkness』を参照。